# Pyrota insulata
Pyrota insulata là một loài bọ cánh cứng trong họ Meloidae. Loài này được LeConte miêu tả khoa học lần đầu tiên năm 1858.